# Damian Martin
Damian Patrick Martin (Gloucester, 5 de setembro de 1984) é um basquetebolista profissional australiano que atualmente joga pelo Perth Wildcats.